# Dorfkirche Göringen

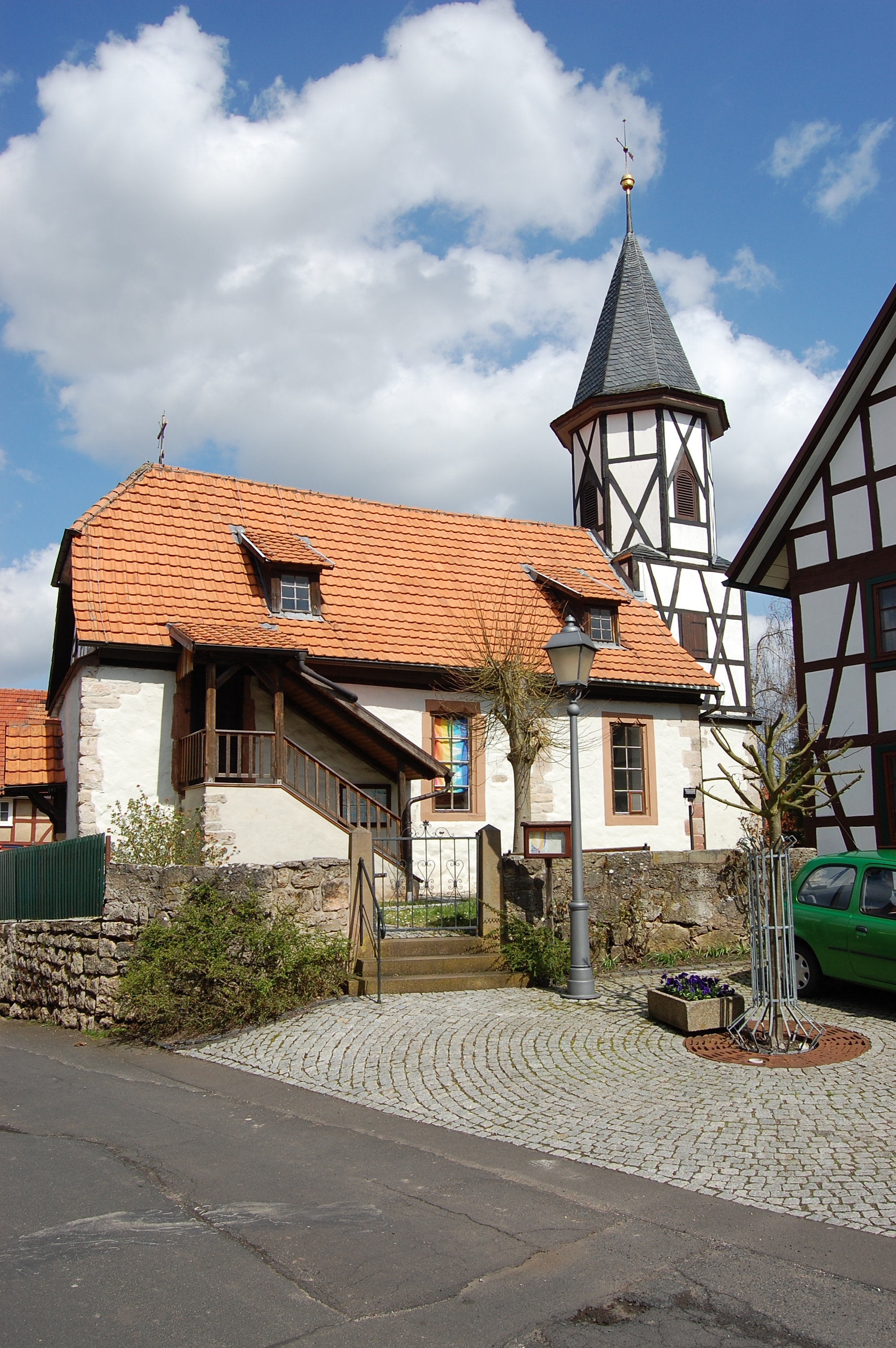
Die Kirche von Süden

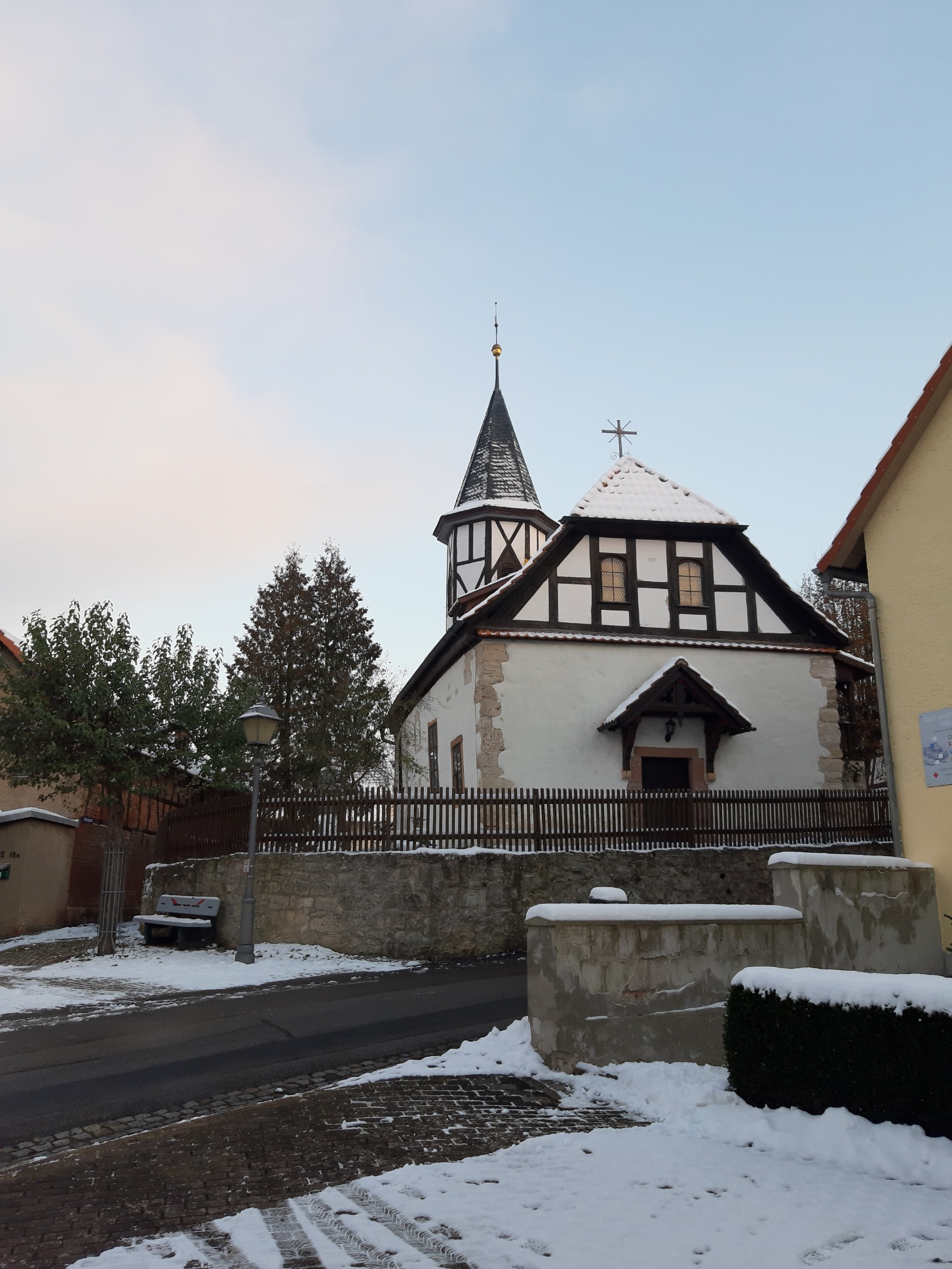
Die Kirche von Nordwesten

Die evangelisch-lutherische Dorfkirche Göringen steht im Stadtteil Göringen der Stadt Eisenach in Thüringen.

## Geschichte
Den ältesten belegbaren Baubefund am Platz der heutigen Kirche im Ortszentrum datiert man auf die Zeit 1058–1072, das älteste gefundene Mauerwerk 1180–1240. Im 15. Jahrhundert wurde die Kirche renoviert oder umgebaut, im Inneren wurde eine Bilderserie mit religiösen Motiven auf dem Verputz aufgemalt, nach dem Bildersturm im 16. Jahrhundert wurden diese Fresken übertüncht.
Laut Inventar aus dem Jahr 1743 war die Kirche ein mittelmäßig erhaltener Turm mit zwei Glocken ohne Uhr, die Decke ungewölbt bescghrieben, eine Orgel war nicht vorhanden. 1750–52 erfolgte eine Erweiterung des Bauwerks nach Osten. Der Eingang wurde von der Süd- an die Westseite verlegt, große Fenster wurden eingebaut und ein neues Dach mit gewölbter Decke eingezogen. Bis 1757 erhält sie eine Ausmalung im Stil der Rokokozeit und anschließend eine Orgel. Aus dieser Zeit stammen die Aposteldarstellungen an den Emporen und das Deckengemälde.
1856/57 wird die Orgel erneuert, der Kirchturm ist stark baufällig und wird 1863 mit Unterstützung der Landeskollekte auf den alten Grundmauern neu aufgebaut. 1897 erhält der Innenraum einen neuen Anstrich, bei dem die Rokokobemalung nur in Teilen erhalten bleibt. Außerdem wird in dieser Zeit die Treppe zur Empore an der Südseite erneuert, der Eingangsbereich neu gestaltet (er erhält sein Vordach und drei spitzbögige Fenster im Giebel der Westfassade). Das Dach wird neu eingedeckt, Bleiglasfenster eingebaut und die Außenfassade gestrichen.
Bei den Kampfhandlungen im Werratal zum Ende des Zweiten Weltkrieges wurde am 1. April 1945 unter anderem auch der Kirchturm getroffen und beschädigt. Er wird erst 1959 repariert und das Kirchdach neu eingedeckt. 1967 wird von der Gießerei Franz Schilling & Söhne aus Apolda eine neue Glocke gegossen und eingeweiht.
1990 war die Kirche einsturzgefährdet und vom Hausschwamm befallen und wurde seither von der örtlichen Kirchengemeinde saniert. Bei der Restaurierung entdeckte man die übertünchten Malereien aus der Rokokozeit und rekonstruierte diese.

## Innenraum
Die Bildnisse an der Gewölbedecke zeigen die „Himmelfahrt Christi“ und das „Jüngste Gericht“. Die Emporen-Brüstungen tragen Bildnisse der Apostel. Den Kanzelaufgang zieren Darstellungen von Mose und Jesus. Über der Orgel finden sich Sinnbilder aus dem 19. Jahrhundert.